# L'adultera (film 1946)
L'adultera è un film italiano del 1946 diretto da Duilio Coletti, tratto dal dramma teatrale I padri etruschi di  Tullio Pinelli.

## Trama
Una contadina accetta per ambizione di sposare un ricchissimo ma rozzo ed anziano possidente e lascia il proprio fidanzato che abbandona il paese. L'unione però non è felice e dopo qualche anno il marito rimprovera alla donna di non avergli dato neanche un figlio e la minaccia di diseredarla in caso di morte. Frattanto ritorna in paese l'ex fidanzato e tra i due si accende una insanabile passione che porta all'adulterio. Ben presto dalla relazione illecita nasce un figlio ed il marito, ignaro della tresca, indice grandi festeggiamenti. Ma il giovanotto non vuole adattarsi alla finzione ed esige che essa ed il bambino fuggano con lui. Di fronte al suo rifiuto,  svela la verità al marito il quale per vendicarsi lo uccide selvaggiamente. La donna ossessionata dal rimorso impazzisce.

## Produzione
Il film è ascrivibile al filone dei melodrammi sentimentali, comunemente detto strappalacrime (in seguito ribattezzato dalla critica con il termine neorealismo d'appendice), allora molto in voga tra il pubblico italiano.
Venne realizzato presso gli stabilimenti della Scalera Film a Roma.
A causa del tema del film, l'adulterio (all'epoca considerato in Italia un reato contro la morale), fu pesantemente censurato, con il taglio di parecchie scene.

## Distribuzione
Il film venne distribuito nel circuito cinematografico italiano il 16 maggio del 1946.

## Critica
- "[...] È tra i rari film di produzione italiana che tendono ad una autenticità di contenuto e ha un rinnovamento sul piano, tipicamente nazionale, del dramma rusticano a tinte regionalistiche. Fino a che punto la realizzazione si mantenga all'altezza delle intenzioni non siamo in grado di dire, dato che l'edizione presentata al pubblico non è, in confronto dell'originale, che un susseguirsi di scene incomplete, spesso prive delle necessarie premesse e dei relativi sviluppi. Il film è stato generosamente emendato, giacché nell'Italia teoricamente democratica e di fatto repubblicana esiste una censura cinematografica che, dall'iniziale liberalità ha già raggiunto e oltrepassato [...] il più ottuso e ipocrita moralismo di marca fascista [...]". (Anonimo,"Cinemundus", luglio 1946).

## Riconoscimenti
- Nastri d'argento 1946
  - Nastro d'argento alla migliore attrice protagonista a Clara Calamai.